# Per Nyström (överste)
Per Ludvig Nyström, född 2 mars 1887 i Rasbo församling, Uppsala län, död 14 maj 1943 i Kungsholms församling, Stockholm, var en svensk överste. Han var far till Sten Nyström.
Nyström avlade studentexamen 1905. Han blev underlöjtnant vid Upplands artilleriregemente 1907. Nyström var chef för persiska gendarmeriet från mars 1915 till december 1916. Han är begraven på Rasbo gamla kyrkogård.